# ويليام رادفورد
ويليام رادفورد (بالإنجليزية: William Radford)‏ هو محامي وسياسي أمريكي، ولد في 24 يونيو 1814 في بكبسي في الولايات المتحدة، وتوفي في 18 يناير 1870 في يونكيرس في الولايات المتحدة. حزبياً، نشط في الحزب الديمقراطي. وقد انتخب عضو مجلس النواب الأمريكي.